# Perucetus colossus
Perucetus colossus és una espècie extinta de cetaci de la família dels basilosàurids que visqué durant l'Eocè mitjà. Se n'han trobat restes fòssils al Perú. Es tracta de l'única espècie del gènere Perucetus. Les estimacions de la seva mida en fan un candidat a l'animal més pesant de tots els temps, superant potser fins i tot el rorqual blau. Les extrapolacions de les seves dimensions, basades en tretze vèrtebres, quatre costelles i un os del maluc fragmentari, suggereixen que podria haver assolit un pes de 320 tones, mentre que la seva llargada, de 17-20 metres, hauria estat clarament menor a la del rorqual blau.